# Герб Братського району
Герб Бра́тського райо́ну — офіційний символ Братського району Миколаївської області, затверджений 11 вересня 2008 року рішенням Братської районної ради.
Автор кінцевого варіанту герба — А. Ґречило.

## Опис
Геральдичний щит скошений зліва синім і червоним. У верхньому полі чорно-золотий соняшник; у нижньому дві золоті булави, покладені в косий хрест, поверх яких — дві срібні театральні маски. 
Щит обрамлений золотим декоративним картушем із золотим колоссям, увінчаним золотою короною, декорованою червоною калиною і зеленими листками.